# Protection de l'enfance
 (décembre 2016).
La protection de l'enfance est un ensemble de droits et de devoirs ayant pour finalité de préserver l'intérêt de l'enfant. La protection de l'enfance prend en compte les besoins physiologiques, intellectuels, sociaux et affectifs des enfants et concerne les mineurs en danger ou en risque de l'être. En raison de leur vulnérabilité, les enfants peuvent être victimes de maltraitance, de la pauvreté, de mauvaises conditions sanitaires et de travaux « inacceptables » (enfants soldats, prostitution forcée, pédopornographie, travail forcé, trafics et activités illicites).

## Problèmes rencontrés

Pyramide du travail des enfants dans le monde. (1992)

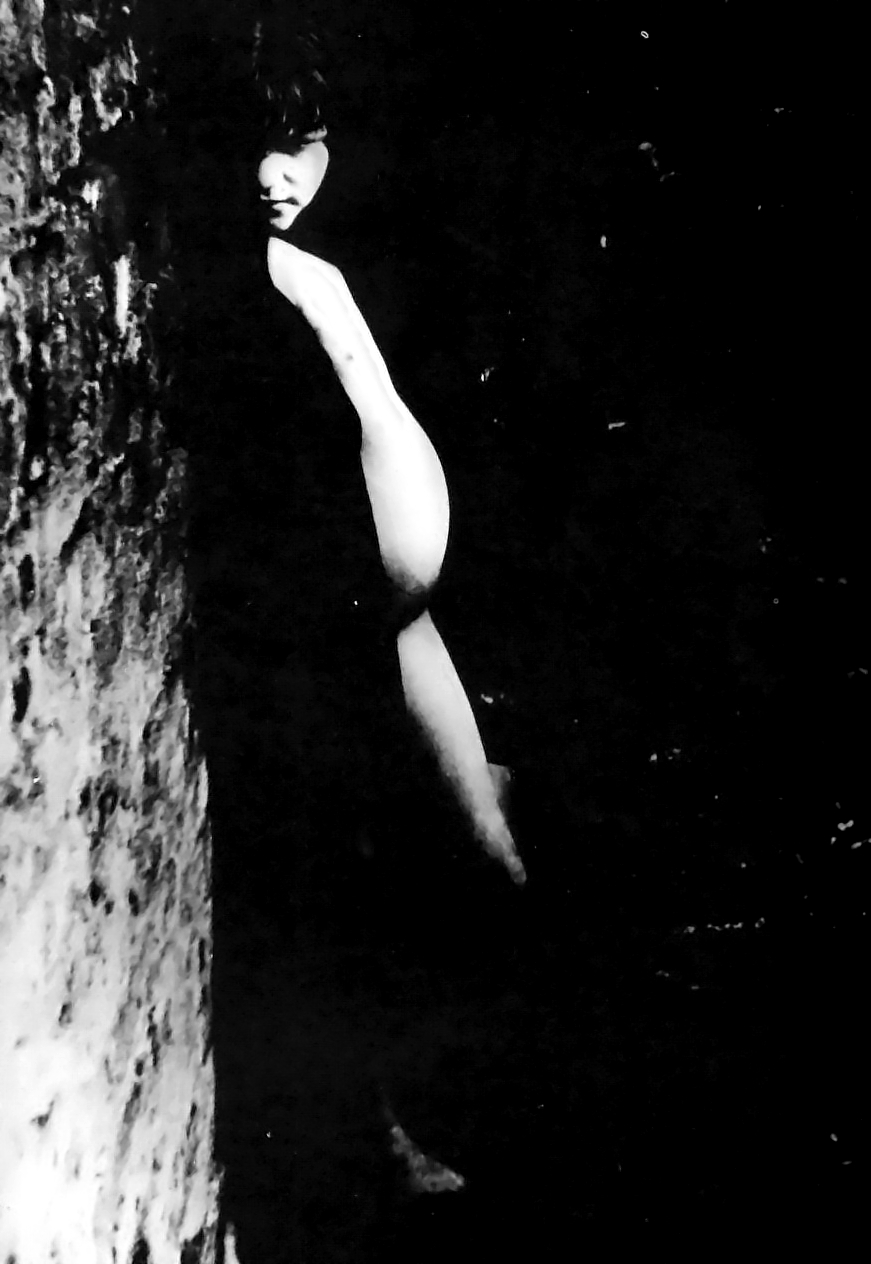
Photographie d'une enfant prostituée d'environ 10 ans, enceinte. (1871)

Parmi les difficultés rencontrées par les enfants, certaines sont liées à des contraintes économiques, d'autres ne présentent pas ce caractère.

### Travail des enfants
Pour des raisons économiques, des enfants travaillent pour soutenir financièrement leurs parents et leur famille.
Le travail de ces enfants peut s'effectuer dans de bonnes conditions (par exemple, de nombreux enfants aident des parents qui ont de petites entreprises, ou travaillent pendant les vacances scolaires pour gagner un peu d'argent de poche). Cependant, de nombreux enfants travaillent dans des conditions toutes autres, dans des conditions difficiles et dangereuses. Le travail de l'enfant freine, empêche ou stoppe prématurément leur scolarisation.[évasif]
Il est difficile de bien connaître l'âge et le nombre d'enfants qui travaillent. Au moins 218 millions d'enfants de 5 à 17 ans sont occupés économiquement en 2016, parmi eux 152 millions travaillent dont 73 millions dans des emplois "dangereux" , mais le chiffre serait plutôt sous-estimé car une partie du travail, domestique, échappe aux décomptes.[réf. nécessaire]
L'effet le plus pervers de ce travail pourrait être la non-scolarisation des futurs citoyens, et surtout une vulnérabilité accrue face aux adultes.[évasif]

### Maltraitance et négligence
Certains enfants sont soumis à diverses maltraitances, y compris au sein de la famille. Ces actes peuvent être facilités par des difficultés sociales ou économiques rencontrées par des familles. Bien qu'ils soient difficiles à détecter, ils peuvent avoir des conséquences néfastes sur la future vie de l'enfant.
- Affaire de Kurim

### Emprisonnement de mineur et condamnations à mort
Les enfants peuvent également être détenus de droit commun. Dans les pays en guerre, ils peuvent être enrôlés dans des forces militaires, puis être faits prisonniers de guerre.
C'est aussi le cas des enfants condamnés à mort par un certain nombre de pays comme l'Iran

### Prostitution enfantine
Certains enfants sont obligés de se prostituer, exploités par des adultes dans des trafics illégaux (voir abus sexuel sur mineur) ou bien poussés par la pauvreté et la faim.

### Victimes de guerre
Les enfants peuvent aussi être tués, comme dans toutes les guerres où des enfants sont impliqués ; soit impliqués dans les armées, soit simples victimes civiles. 
- Sorella Epstein, victime du génocide de la Shoah ;
- Rosette Wolczak, victime du génocide de la Shoah ;
- Enlèvement d'enfants par le Troisième Reich.

## Réponses
Face à ces situations, différentes initiatives publiques ou privées ont vu le jour. Toutefois, les décisions prises ne peuvent pas toujours être appliquées facilement. Une protection efficace de l'enfance suppose l'accord et la coopération des pouvoirs publics, des organismes privés et des parents eux-mêmes.

### Textes internationaux
En 1919, l'Organisation internationale du travail a été créée. Elle s'inquiète entre autres du travail des enfants, notamment à travers les conventions nos 138 et 182.
En 1989, l'assemblée générale des Nations unies a adopté la convention international des droits de l'enfant. Il s'agit d'une charte similaire dans le principe à la déclaration universelle des droits de l'homme, mais adaptée aux enfants.
En 2000, un accord est intervenu entre les pays de l'ONU sur la participation des enfants aux conflits armés. Le but était d'interdire la participation des enfants aux guerres. Des concessions ont cependant été faites quant à la participation volontaire des plus de quinze ans. Cet accord a des effets positifs, mais l'âge d'un enfant reste délicat à estimer.

### Intervention et plaidoyer des ONG
Le bien-être et la protection de l'enfance font partie intégrante du mandat humanitaire de nombreuses Organisations non gouvernementales (ONG). Sécurité alimentaire, accès à l'eau et à des infrastructures d'assainissement, éducation, soins médicaux, mise à l'abri, parrainage d'orphelins... Les domaines d'intervention sont nombreux, tant les enfants sont touchés lors des crises humanitaires. L'une des principales lignes directrice suivies par les ONG est l'Approche basée sur les Droits de l'Homme, appliquée à l'enfance. Reconnue officiellement par l'ONU, l'ABDH consiste à aller bien au delà de l'aide ponctuelle pour traiter les causes profondes des problèmes et permettre la réalisation de l'intégralité des droits fondamentaux.
Outre l'Unicef, de nombreuses ONG basées en France agissent pour le bien-être et la protection de l'enfance, tels que : Handicap International, Action contre la faim, la Croix rouge, Solidarités International, le Secours islamique France (SIF), le Secours catholique, La Chaîne de l'espoir ou encore Care, Médecins du monde, Médecins sans frontières, SOS Villages d'enfants et Plan International.

### Améliorations concrètes difficiles
Malgré les dispositions législatives nationales ou internationales, et l'action de l'Unicef et des organisations non gouvernementales (ONG), les progrès semblent limités. Dans le monde, des enfants restent victimes de nombreux abus. Beaucoup devraient et pourraient être évités, même si les enfants restent dépendants du travail.

### Sources
(février 2024).
- Déclaration des Droits de l'enfant - Assemblée générales des Nations unies, 20 novembre 1959
- Journal Le Monde, articles de 04/12/1981, 19/04/1983, 15/07/1983, 22-23 mai 1983
- Journal Le Monde, article du 10 octobre 1998
- Journal La Montagne, article du 7 novembre 1999
- Extraits du journal de l'association François-Xavier Bagnoud
- webpan.com/enfance/lestypes.htm - Les types de maltraitance
- M.-F. Lücker-Babel, « Les droits non dérogeables de l'enfant à la lumière de la convention des Nations unies relatives aux droits de l'enfant », extrait de Organisations internationales et relations internationales - Bruylant, 1996.
- M. Deyra, « Pertinence et impertinence du droit international des droits de l'enfant », dans Ann. Faculté de Droit de Clermont-Ferrand, 1991.
- Principales dispositions de la convention internationale des droits de l'enfant.
- Journal Le Monde, article du 27 janvier 2000.
- Protocole facultatif (se rapportant à la convention relative aux droits de l'enfant, concernant l'implication des enfants dans les conflits armés) - 25 mai 2000

#### Notions
- Acculturation, Assimilation culturelle, Génocide culturel, Ethnocide
- Peuple autochtone, Droit des peuples autochtones (Déclaration des droits des peuples autochtones)

#### Cas historiques problématiques
- Suisse : Enfants placés (Suisse) (Verdingkinder)
- Yéniches : Les Enfants de la grand-route (Pro Juventute)
- Amérindiens : Pensionnat autochtone au Canada
- Aborigènes d'Australie : Générations volées, National Sorry Day, Guerres de l'histoire
- Enfants réunionnais : Enfants de la Creuse, Bureau pour le développement des migrations dans les départements d'outre-mer (BUMIDOM)
- Empire ottoman : Devchirmé
- Argentine : Affaire des enfants volés sous la dictature argentine, Grands-mères de la place de Mai

##### Filmographie
- L'Enfance volée (film, 2011)
- Le Chemin de la liberté
- Australia